# オマール・ボンゴ・オンディンバ
エル・ハジ・オマール・ボンゴ・オンディンバ（フランス語: El Hadj Omar Bongo Ondimba，1935年12月30日 - 2009年6月8日）は、ガボンの政治家、軍人。ガボン民主党党首、同国大統領（第2代）を歴任した。

## 概要
1990年までガボン民主党の一党独裁制を敷いていたが、国際的世論の圧力によって複数政党制を導入。1990年代初頭の彼の統治に対する激しい反対にもかかわらず、彼の政治的生き残りは、当時の主要な野党指導者のほとんどを彼の側に引き入れて再び権力を強化したことに起因しているように見えているとされる。
1993年の大統領選（英語版）は、非常に物議を醸したが、上述したように、権力闘争の上手さといった事柄によって、1998年、2005年の大統領選でも勝利を続けた。選挙が続くたびに彼の議会の多数派は増加し、野党はより抑制された。
ボンゴの統治は縁故主義と権威主義で特徴づけられている。ボンゴは事実上、ガボンとその国民のためではなく、自分自身、家族、地元エリートのために働いてきたとして批判された。2009年6月の死去後、アリー・ボンゴが大統領の座を引き継ぎ、政権世襲に批判が相次いだが、2023年のクーデターで失脚の末に身柄を拘束された。

## 生涯

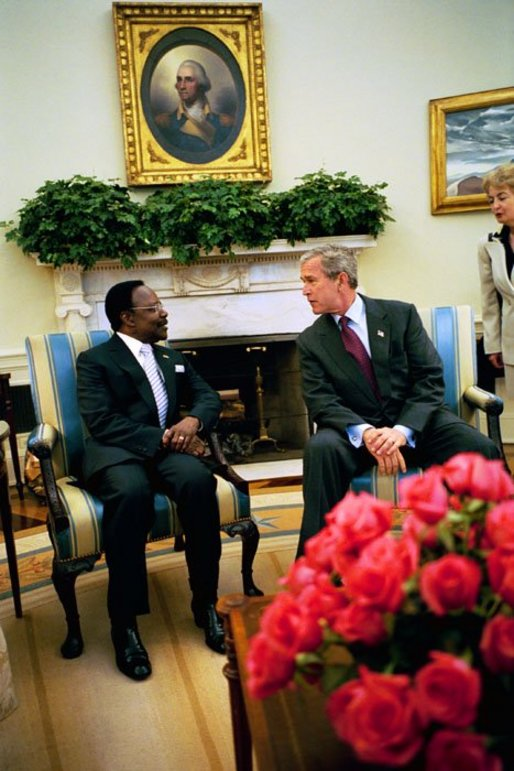
ジョージ・W・ブッシュ米大統領と会談するボンゴ（2004年5月26日）

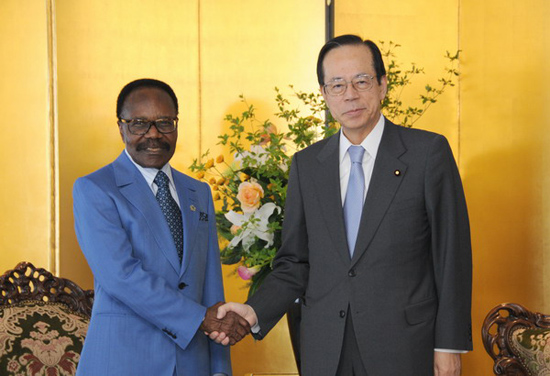
TICAD IV開催に先立ち、福田康夫内閣総理大臣と会談するボンゴ（2008年5月27日）

1967年12月に前任者のレオン・ムバが死去したことにより、副大統領から昇格して大統領に就任して以来、2009年6月の死去まで、40年以上政権を維持した。
1959年2月の首相就任以来キューバの最高指導者だったフィデル・カストロ国家評議会議長が2008年2月に議長職を退いたため、以降は死去まで大統領や首相といった国家の公職についている世界の政治権力者（君主は除く）として最も長く政権を維持している人物であった。
世界各国の汚職を監視するNGO「トランスペアレンシー・インターナショナル」（Transparency International）のフランス支部とNGO「シェルパ」（Sherpa）、ガボンの市民団体は、赤道ギニアとコンゴ共和国の大統領と共に、ボンゴを「フランスでの資産購入にあたり公金を不正に流用し、マネーロンダリングを行った」として告発した。
トランスペアレンシー・インターナショナルは、2007年3月と2008年7月にも、ボンゴに対し同様の訴えを起こし、告発後は大統領支持派らが、トランスペアレンシー・インターナショナルに対して大規模な抗議活動を展開した。パリ検察当局の指示で警察が数か月の予備調査を行った後、いずれの訴えも証拠不十分で棄却されている。しかし同団体らは、2008年12月、ボンゴらに対して三度目の告発を行った。
元はキリスト教徒であり、アルベール＝ベルナール・ボンゴ（Albert-Bernard Bongo）という名前だったが、1973年9月にイスラームに改宗し、エル・ハジ・オマル・ボンゴに改名した。2003年に父親の名前を姓に付する法律が発効したのに伴い、エル・ハジ・オマル・ボンゴ・オンディンバとなった。
三番目の夫人のエディット＝リュシーはコンゴ共和国のドニ・サスヌゲソ大統領の娘、息子のアリー・ボンゴ・オンディンバ（母は前妻のジョゼフィーヌ）は第三代大統領として権力の座を世襲した。
2009年6月8日、外遊先のスペインにて死去。73歳没。